# جاك بيرين
جاك بيرين (بالفرنسية: Jacques Perrin)‏ (و. 1941 – م) هو ممثل أفلام، وممثل، ومنتج أفلام، ومخرج سينمائي، وكاتب سيناريو، وراوي كتب صوتية من فرنسا . ولد في باريس.

## التعليم
تعلم في المعهد الوطني العالي للفنون الدرامية ‏

## جوائز وترشيحات
حصل على جوائز منها:
- قائد الفنون والآداب.

ترشح لـ:
- جائزة الأوسكار لأفضل فيلم، عن عمل:زد.

## روابط خارجية
- جاك بيرين على موقع IMDb (الإنجليزية)
- جاك بيرين على موقع روتن توميتوز (الإنجليزية)
- جاك بيرين على موقع مونزينجر (الألمانية)
- جاك بيرين على موقع قاعدة بيانات الأفلام العربية
- جاك بيرين على موقع ألو سيني (الفرنسية)
- جاك بيرين على موقع ميوزك برينز (الإنجليزية)
- جاك بيرين على موقع تيرنر كلاسيك موفيز (الإنجليزية)
- جاك بيرين على موقع أول موفي (الإنجليزية)
- جاك بيرين على موقع قاعدة بيانات الأفلام السويدية (السويدية)
- جاك بيرين على موقع إن إن دي بي (الإنجليزية)